# Бумердес (област)
Бумердес (на арабски: ولاية بومرداس; на френски: Boumerdès) е област на Алжир. Населението ѝ е 802 083 жители (по данни от април 2008 г.), а площта 1591 кв. км. Намира се в часова зона UTC+01. Телефонният ѝ код е +213 (0) 24. Административен център е Бумердес.